# 에바 비우마
에바 비우마(Eva Wilma, 1933년 12월 14일 ~ 2021년 5월 15일)는 브라질의 배우이다.